# Ordinariato militare in Polonia

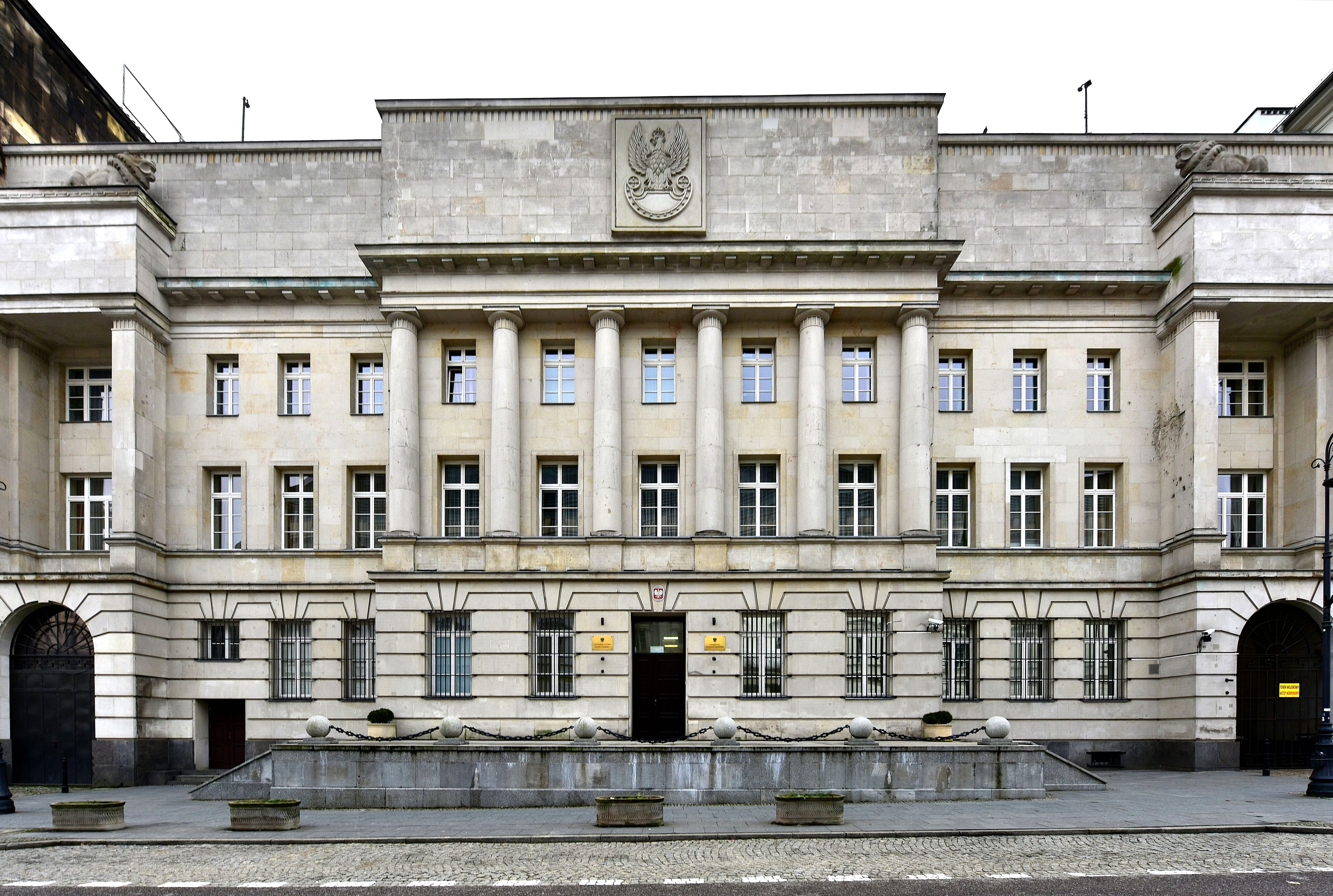
La sede dell'ordinariato militare a Varsavia.

L'ordinariato militare in Polonia è un ordinariato militare della Chiesa cattolica in Polonia. È retto dal vescovo Wiesław Lechowicz.

## Territorio
Sede dell'ordinariato è la città di Varsavia, dove si trova la cattedrale di Maria Santissima Regina di Polonia.
La giurisdizione è suddivisa in 9 decanati, corrispondenti a diversi corpi d'armata e regioni militari.

## Storia
L'ordinariato militare in Polonia fu eretto per la prima volta il 5 febbraio 1919 da papa Benedetto XV.
Soppresso dopo la Seconda guerra mondiale, e durante tutto il periodo della Repubblica Popolare di Polonia, l'ordinariato fu ristabilito da papa Giovanni Paolo II il 21 gennaio 1991 con un decreto della Congregazione per i vescovi.

## Cronotassi dei vescovi
Si omettono i periodi di sede vacante non superiori ai 2 anni o non storicamente accertati.
- Stanisław Gall † (5 febbraio 1919 - 15 febbraio 1933 dimesso[3])
- Józef Gawlina † (15 febbraio 1933 - 1947 dimesso)
  - Sede vacante (1947-1991)
- Sławoj Leszek Głódź (21 gennaio 1991 - 26 agosto 2004 nominato arcivescovo, titolo personale, di Varsavia-Praga)
- Tadeusz Płoski † (16 ottobre 2004 - 10 aprile 2010 deceduto)
- Józef Guzdek (4 dicembre 2010 - 16 luglio 2021 nominato arcivescovo di Białystok)[4]
- Wiesław Lechowicz, dal 15 gennaio 2022

## Statistiche
| anno | presbiteri | presbiteri | presbiteri | diaconi | religiosi | religiosi | parrocchie |
| anno | totale     | secolari   | regolari   | diaconi | uomini    | donne     | parrocchie |
| ---- | ---------- | ---------- | ---------- | ------- | --------- | --------- | ---------- |
| 1999 | 194        | 170        | 24         |         | 24        | 9         | 84         |
| 2000 | 179        | 154        | 25         |         | 25        | 9         | 87         |
| 2001 | 189        | 166        | 23         |         | 23        | 11        | 88         |
| 2002 | 187        | 163        | 24         |         | 24        | 11        | 91         |
| 2003 | 186        | 163        | 23         |         | 23        | 11        | 90         |
| 2004 | 187        | 166        | 21         |         | 21        | 11        | 91         |
| 2013 | 178        | 164        | 14         |         | 14        | 5         | 92         |
| 2016 | 159        | 148        | 11         |         | 11        | 5         | 80         |
| 2019 | 167        | 154        | 13         |         | 13        | 5         | 80         |
| 2021 | 162        | 153        | 9          |         | 9         | 3         | 74         |